# Port St Johns (gmina)
Port St Johns – gmina w Republice Południowej Afryki, w Prowincji Przylądkowej Wschodniej, w dystrykcie O.R. Tambo. Siedzibą administracyjną gminy jest Port St Johns.